# 나탈리 잭슨 멘도자
내털리 잭슨 멘도자(Natalie Jackson Mendoza, 1978년 8월 12일 ~ )는 내털리 멘도자(Natalie Mendoza)로 활동하는 오스트레일리아의 배우이다.
홍콩에서 태어났다.

## 출연 작품
- 디센트: Part 2 (2009년) - 주노 역
- 그레이트 레이드 (2005년)
- 디센트 (2005년) - 주노 역
- 코드 46 (2003년) - 스핑스 역
- 남태평양 (2001년)
- 물랑 루즈 (2001년) - 중국 인형 역
- 고모론 (1992년) - 게스트 역

### 텔레비전
- 호텔 바빌론 (2006년)